# Twisted into Form
Twisted into Form è il secondo album in studio del gruppo musicale statunitense Forbidden, pubblicato nel 1990 dalla Combat Records.
| Recensione   | Giudizio |
| ------------ | -------- |
| Metal Hammer | [ 2 ]    |

## Il disco
Si tratta dell'ultima pubblicazione del gruppo registrata con il batterista Paul Bostaph e la prima con Tim Calvert alla chitarra. Lo stile della band, pur rimanendo ancorato al thrash metal dell'esordio, si distingue per la ricercatezza delle composizioni e per le soluzioni maggiormente innovative, con un leggero calo dei ritmi.
Il CD è stato ristampato dalla Century Media Records nel 1998 con l'aggiunta delle canzoni As Good as Dead e Chalice of Blood in versione live. La stessa etichetta lo ha rimasterizzato e ristampato nel 2008 con l'aggiunta delle quattro tracce dell'EP Raw Evil: Live at the Dynamo, tra cui la cover di Victim of Changes dei Judas Priest.

## Tracce
Testi di Locicero, musiche di Locicero, Calvert, Bostaph, eccetto dove indicato.
1. Parting of the Ways (strumentale) – 1:05 (musica: Locicero, Calvert)
2. Infinite – 5:57
3. Out of Body (Out of Mind) – 4:34 (testo: Anderson)
4. Step by Step – 4:52 (testo: Anderson)
5. Twisted into Form – 4:26
6. R.I.P. – 7:37 (testo: Anderson)
7. Spiral Depression (strumentale) – 1:49 (musica: Locicero, Calvert)
8. Tossed Away – 4:36
9. One Foot in Hell – 6:13 (musica: Locicero, Bostaph)

Tracce bonus 1998 -live-
1. As Good as Dead – 4:09 (Locicero, Robb Flynn, Anderson)
2. Chalice of Blood – 4:48 (Flynn, Anderson)

Tracce bonus 2008
Raw Evil: Live at the Dynamo -EP-
1. Victim of Changes (cover dei Judas Priest) – 8:20
2. Forbidden Evil – 5:43 (Locicero, Flynn, Anderson)
3. Chalice of Blood – 5:45 (Flynn, Anderson)
4. Through Eyes of Glass – 6:20 (Locicero, Glen Alvelais, Anderson)

## Formazione
- Russ Anderson - voce
- Craig Locicero - chitarra
- Tim Calvert - chitarra
- Matt Camacho - basso
- Paul Bostaph - batteria